# Pseudopoda deformis
Espèce
Pseudopoda deformis est une espèce d'araignées aranéomorphes de la famille des Sparassidae.

## Distribution
Cette espèce est endémique du Hubei en Chine,. Elle se rencontre dans le district forestier de Shennongjia.

## Description
La carapace du mâle holotype mesure 4,9 mm de long sur 3,4 mm et l'abdomen 4,6 mm de long sur 3,4 mm et la carapace de la femelle paratype 5,0 mm de long sur 4,8 mm et l'abdomen 6,7 mm de long sur 4,7 mm.

## Systématique et taxinomie
Cette espèce a été décrite par Gong et Zhong en 2023.

## Publication originale
- Gong, Zeng, Zhong & Yu, 2023 : « A new species of Pseudopoda (Araneae, Sparassidae) from China, with the description of different and distinctive internal ducts of the female vulva. » ZooKeysZootaxa, vol. 1159, p. 189-199 (texte intégral).